# ریو فوکوکو
ریو فوکوکو (به ژاپنی: 劉復亨)؛ تولد نامشخص – مرگ ۱۲۸۳) فرد نظامی اهل قوم هان (چین) بود. وی در شهرستان دونگپینگ، شهرستان چیهه و در شهر شاندونگ به دنیا آمد. در شهرت وی به علت  معاونی فرمانده سپاه متحد مغول در طی حمله مغول به ژاپن است.